# Giulio Caccini
Giulio Romano Caccini (8. října 1551, Tivoli nebo Řím – 10. prosince 1618, Florencie) byl italský hudební skladatel období baroka, pěvec a učitel zpěvu, hráč na loutnu a harfu. Byl autorem spisu o hudbě Le nuove musiche.

## Životopis

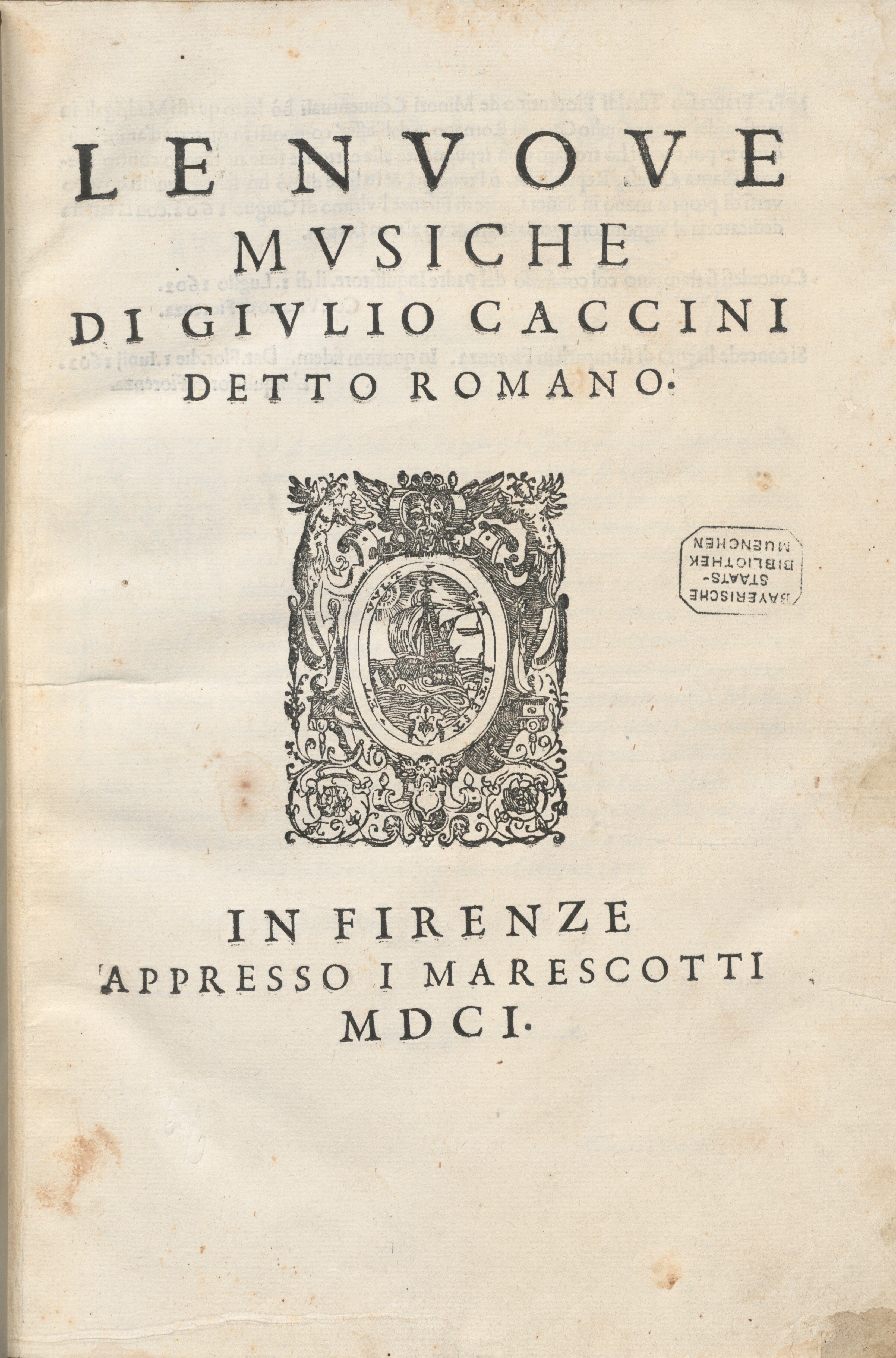
Giulio Caccini, Le nuove musiche, titulní strana z roku 1601.

V mládí (místo a datum narození jsou nejisté) byl členem Julské kapely (Cappella Giulia) v Římě, často však cestoval mezi Římem, Ferrarou a Paříží.
Poté, co se usídlil ve Florencii, stal se členem Spolku bardů (Camerata de' Bardi, známé také jako Florentská camerata), akademie, jež na konci 16. století položila základ moderního melodramatu.
Deset let po svém prvním pěveckém výstupu (1579, u příležitosti sňatku Františka I. Medicejského s Biancou Capello, spatřilo (roku 1589) světlo světa jeho první skladatelské dílo: šlo o intermedio – tak se tehdy nazývaly krátké hudební vsuvky, jež se prolínaly divadelními představeními – ke komedii "La pellegrina" - čes. "Poutnice"), na objednávku pro sňatek Ferdinanda I. Medicejského s Kristinou Lotrinskou.
Pro žánr divadlo v hudbě – jež zejména v letech mezi 16. a 17. stoletím začala podnikat své první krůčky – zkomponoval hudbu „Il rapimento di Cefalo“ na text Gabriella Chiabrery (téměř ztracené, s výjimkou závěrečného sboru) a „Euridice“ od Ottavia Rinucciniho (text byl zhudebněn a skladba provedena v roce 1600 také Jacopem Perim).
Významným dílem jsou také dvě sbírky árií a madrigalů pro sólový hlas, které Caccini sepsal v díle „Le nuove musiche“ v letech 1602 až 1614. Sbírky představují cestu od přísně polyfonního madrigalu k monodickému.
Caccini se roku 1604 definitivně usídlil ve Florencii, kde také v roce 1618 zemřel. V jeho stopách šla jeho dcera, Francesca, přezdívaná „La Cecchina“.